# Stelle sulla terra (film)
Stelle sulla terra (तारे ज़मीन पर, Taare Zameen Par) è un film drammatico del 2007 diretto da Amir Khan. Prodotto di Bollywood, India, racconta la storia di un bambino di otto anni dislessico.

## Trama
Ishaan è un bambino di otto anni con molte difficoltà a scuola nonostante la sua profonda immaginazione e il suo talento nell'arte. Ripete la terza elementare e ogni materia rappresenta per lui un problema, a differenza del fratello Yohaan che è molto bravo a scuola ed oltre agli studi è sempre il migliore nella sua squadra di tennis. Un giorno Ishaan, non avendo studiato per matematica e non avendo fatto firmare la pagella del primo quadrimestre temendo di finire nei guai fugge dalla scuola di nascosto e va a spasso per la città.
Quella sera racconta al fratello quello che ha fatto, e lo supplica di scrivergli la giustificazione. Il giorno dopo, Ishaan dà la falsa giustificazione alla maestra di matematica, che sorprende la classe con un compito ed Ishaan leggendo la prima domanda ({\displaystyle 3\times 9}), immagina la Terra sconfiggere Plutone; il bambino quindi scrive 3 al posto di 27 e lascia il resto del foglio in bianco.
Il giorno dopo suo padre Nandkishore torna da un viaggio di lavoro, ma trova la falsa giustificazione e costringe il figlio a dirgli il motivo di tale bugia sotto minaccia di picchiarlo.
Dopo un colloquio con gli insegnanti, i quali informano i genitori del pessimo andamento scolastico e del recente compito di matematica, la preside chiede a Nandkishore di iscrivere Ishaan in una scuola per bambini con bisogni speciali; Nandkishore manda quindi Ishaan in un collegio, nonostante le suppliche del figlio. Per il ragazzo inizialmente è molto difficile stare lì, soprattutto perché separato dalla sua famiglia anche se dopo un po' riesce a trovare un amico Rajan Damodaran, uno studente disabile che è anche il migliore della classe. Ma anche nel nuovo istituto le cose non migliorano e Ishaan, escluso dalle attività di gruppo sprofonda nella paura e nella depressione, aggravate dalle punizioni corporali del suo insegnante d'arte il signor Holkar. La situazione peggiora al punto che nonostante Yohaan gli regali dei nuovi colori per la pittura, Ishaan diventa apatico smettendo di disegnare, e arrivando a contemplare il suicidio. Viene però fermato da Rajan, che lo informa dell'arrivo di un nuovo maestro di arte Ram Sanchar, che ha sostituito il signor Holkar.
Nella sua prima lezione Ram coinvolge gli studenti in alcune attività, ma Ishaan si autoesclude dal gruppo e non disegna nulla per tutta la lezione il che comincia a preoccuparlo. Un giorno, Ram trova Ishaan in ginocchio fuori dall'aula; ne parla con Rajan, scoprendo che Ishaan ha difficoltà a capire le lettere. Ram che insegna in una scuola di bambini disabili, comincia così a esaminare i vecchi quaderni di Ishaan e alcune settimane dopo giunge alla conclusione che sia dislessico, proprio come lui stesso lo era alla sua età. Si reca così a Mumbai per incontrare la famiglia di Ishaan, e rimane colpito dalla creatività e dal talento che il bambino dimostra nell'arte. Mostra così lo schema di errori di Ishaan ai suoi genitori, facendo notare che spesso inverte le lettere e ha problemi a capire lettere e parole perché soffre di dislessia e ha scarse capacità motorie, rendendolo scoordinato. Nandkishore però non crede all'insegnante accusando il figlio di pigrizia, così Ram porta in classe l'argomento della dislessia con una lista di persone famose dislessiche e con il permesso del preside diventa il tutore di Ishaan, lavorando con lui per la riabilitazione ogni giorno dopo le lezioni: il bambino riesce così a fare molti progressi. Durante una visita delle famiglie il maestro parla con il padre di Ishaan, accusandolo di essere la causa della perdita di fiducia in sé stesso del figlio Nandkishore capisce i suoi errori e quando vede Ishaan leggere da una bacheca, non riesce ad andargli incontro e se ne va piangendo.
Alla fine dell'anno il docente organizza inoltre una gara di pittura per tutta la scuola con la pittrice Lalita Lajmi come giudice, in cui il disegno del vincitore sarà esposto come copertina del nuovo annuario. Utilizzando per la prima volta i colori regalatigli mesi prima dal fratello, Ishaan realizza un dipinto di sé stesso vicino a uno stagno, mentre Ram fa un ritratto del ragazzino. Al termine della gara di pittura, Ram viene riconfermato come insegnante d'arte e vengono resi pubblici i risultati: ha vinto Ishaan, mentre il maestro è arrivato secondo. All'ultimo giorno di scuola, i genitori di Ishaan ritirano la sua pagella e gli insegnanti si congratulano per i grandi progressi che ha fatto. Ishaan torna quindi a casa con la sua famiglia per le vacanze e saluta Ram.

## Colonna sonora
- Taare Zameen Par
- Kholo Kholo
- Bum Bum Bole
- Jame Raho cio
- Maa
- Bheja Kum
- Mera Jahan
- Ishaan's Theme

## Distribuzione
In Italia il film è distribuito dalla Rai, che lo ha trasmesso per la prima volta il 17 luglio 2010 su Rai 1, in una versione di circa 2 ore, ridotta rispetto all'originale per l'eccessiva lunghezza in rapporto agli spazi di trasmissione della rete.

## Riconoscimenti
- 2009 - Filmfare Award per il miglior film